# Rockface (Tangerine Dream)
Rockface is een livealbum van Tangerine Dream uit 2003. Na het album Optical race ging Tangerine Dream op tournee door de Verenigde Staten in onderstaande samenstelling. Deze samenstelling duurde korter dan een jaar, Wadephul vertrok net zo snel al hij gekomen was. Er zouden lange tijd geen studiostukken in deze combinatie voor handen zijn; echter later verschenen de opnamen van Blue dawn alsnog.   
Rockface is opgenomen vanaf de soundboard en dat heeft tot gevolg dat de geluidskwaliteit goed is. Van hetzelfde concert verscheen een bootleg, die iets meer muziek bevatte. Dat komt doordat de geluidstechnici voor dit album de tape moesten verwisselen.
TD heeft een standaard hoog te houden met foutjes bij liveopnamen; dat is bij dit album niet anders. Het album vermeldde als datum juni/juli 1988, terwijl het concert uit San Francisco opgenomen is op 24 september 1988. Het optreden in Berkeley (Californië) was het laatste van die tournee, die de maanden augustus/september 1988 gehouden werd.
Jerome Froese en Thorsten Quaeschning deden respectievelijk mastering en post-productie; beide zouden later lid zijn van TD.   

## Musici
- Edgar Froese, Paul Haslinger, Ralf Wadephul – synthesizers, elektronica

## Muziek
| Nr. | Titel                 | Duur  |
| --- | --------------------- | ----- |
| 1.  | Mothers of rain       | 5:21  |
| 2.  | After the call        | 5:36  |
| 3.  | Typer (instrumentaal) | 4:58  |
| 4.  | Alchemy of the heart  | 4:10  |
| 5.  | Papyrus               | 3:45  |
| 6.  | Phaedra 89            | 4:23  |
| 7.  | Live miles            | 10:19 |
| 8.  | Logos 89              | 5:55  |
| 9.  | Parabole              | 11:07 |

| Nr. | Titel             | Duur |
| --- | ----------------- | ---- |
| 1.  | Table bay         | 2:20 |
| 2.  | Nomad's scale     | 9:00 |
| 3.  | Cat scan          | 5:34 |
| 4.  | Atlas eyes        | 4:28 |
| 5.  | Marakesh          | 7:59 |
| 6.  | Eden's gate       | 1:38 |
| 7.  | Ghazal            | 5:13 |
| 8.  | Alexander square  | 5:11 |
| 9.  | The silent league | 1:39 |
| 10. | Canyon voices     | 4:48 |
| 11. | Optical race      | 3:59 |

CD1: Rockface ·
CD2: East ·
CD3: Arizona live '92 ·
CD4: Vault IV ·
CD5: Rocking Mars